# Spinthariskop

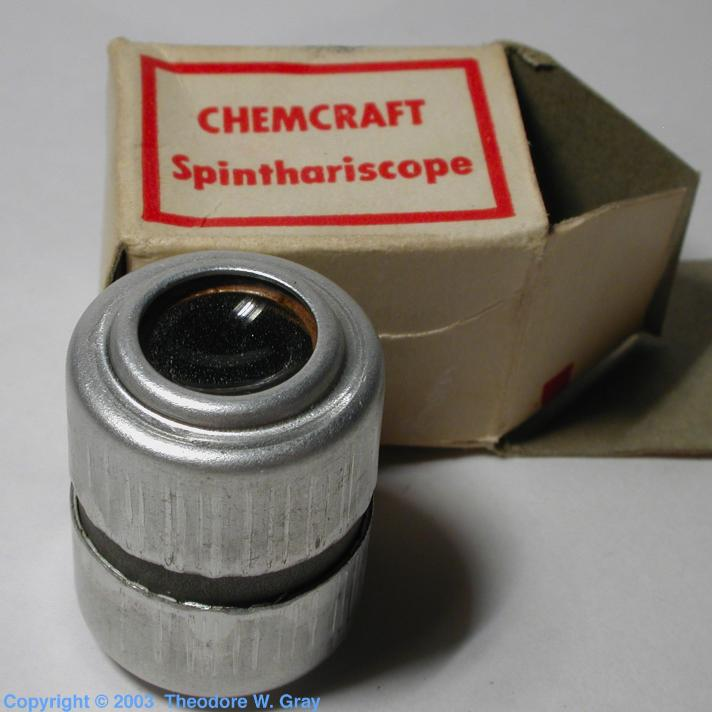
Ein Spinthariskop aus dem Baukasten Atomic energy (Atomenergie) aus den 1950er Jahren.

Ein Spinthariskop ist ein Gerät zur Sichtbarmachung von ionisierender Strahlung mittels der Szintillationsmethode. Es wurde 1903 von William Crookes entwickelt. Heute wird statt eines Spinthariskops ein Szintillationszähler verwendet.
Die Funktionsweise des Spinthariskops beruht auf der fluoreszierenden Wirkung der α-Strahlung auf Zinksulfid. Bei herkömmlichen Geräten kann man bei völliger Dunkelheit und entsprechend langer Wartezeit, bis die Augen dunkeladaptiert sind, bis zu 150 Lichtblitze (= radioaktive Zerfälle) pro Sekunde erkennen.